# مکهیانه
مکهیانه (به انگلیسی: Mukhiana) یک روستا در پاکستان است که در پنجاب واقع شده‌است.